# PKP-Baureihe SP47
Die Lokomotiven der Baureihe SP47 der Polnischen Staatsbahnen (PKP) waren Diesellokomotiven für die Beförderung von Schnellzügen.

## Geschichte
Bei den ab 1974 realisierten Planungen für eine Nachfolgebaureihe der Baureihe SP45 wurde auch ein leistungsstärkere Variante für den Einsatz mit Schnellzügen einbezogen. Nach den beiden 1974 fertiggestellten Prototypen der Baureihe SU46 wurde 1975 als Prototyp die SP47-001 fertiggestellt. Sie erhielt die Typenbezeichnung 302D. Die SP47-001 hatte gegenüber der SU46 einen verlängerten Lokkasten sowie Motoren mit einer Gesamtleistung von 2205 statt 1654 kW eingebaut. Sie war auf eine Höchstgeschwindigkeit von 140 km/h ausgelegt, durfte aber maximal 120 km/h fahren. SP47-001 erhielt einen weißen Anstrich mit braunem Rahmen, Zierstreifen und Dach.
1977 wurde mit SP47-002 der zweite Prototyp fertiggestellt. Er erhielt die normale hellgrün/dunkelgrüne Lackierung. Die gleiche Lackierung erhielt später auch SP47-001. Vorgesehen war der Bau von zunächst zehn weiteren SP47. Aufgrund der Festlegung des Rats für Gegenseitige Wirtschaftshilfe (RGW), den Bau von Großdiesellokomotiven in Polen einzustellen, folgte keine Serienfertigung der SP47.
SP47-002 wurde 1991 abgestellt und 2001 verschrottet. SP47-001 blieb bis 1997 im Einsatz und wurde dann an das Eisenbahnmuseum Kościerzyna übergeben.